# عمار التميمي
عمار التميمي (12 سبتمبر 1988) هو لاعب إسكواش محترف، يُمثل الكويت. وصل إلى أعلى تصنيف عالمي في مسيرته؛ حيثُ احتل المرتبة رقم 100 في فبراير 2012.